# Windpark Jaap Rodenburg
Windpark Jaap Rodenburg is een windmolenpark van verzekeraar ASR en energiecoöperatie Almeerse Wind langs de N701 in Almere Pampus. Het windpark is vernoemd naar Jaap Rodenburg (1948-1998), die zich tijdens zijn werkzaamheden als campagneleider bij Greenpeace enorm heeft ingezet voor windenergie.

## Oud windpark
Het eerste park werd in 2000 in gebruik genomen door NUON (sinds 2019 Vattenfall) en bestaat uit tien windmolens met een totale capaciteit van 16,5 megawatt, goed voor de energievoorziening van 12.500 huishoudens. De ashoogte van de molen is 67 meter en de diameter van de rotor 66 meter.
Begin 2020 werden de windturbines ontmanteld, om plaats te maken voor tien grotere turbines. De oude windturbines van Jaap Rodenburg worden op een nieuwe locatie in Oost-Europa hergebruikt.
De kleuren van de turbines (rood, oranje en geel) waren gekozen door kinderen uit groep 6 en 7 van basisscholen in Almere. Zij kozen voor het thema 'vuur' omdat 'vuur uit het binnenste van de aarde komt', 'omdat de kleuren zo mooi overlopen', 'ze zo opvallend zijn', 'ze energie geven en dus warmte' en omdat ze 'als het oud en nieuw is net vuurpijlen lijken'.
Op 18 oktober 2014 werd op een van de windmolens een silhouet van een neerstortend vliegtuig aangebracht, die de crashlocatie markeert van de Britse Avro Lancaster met serienummer ED706. Deze is neergestort in het IJsselmeer in de nacht van 30 april op 1 mei 1943 na een bombardement op Essen (Duitsland). De volledige bemanning kwam om bij de crash. Het toestel werd in september 1978 geborgen. Er staat ook een bijbehorende markeringspaal van de Stichting Ongeland langs de Oostvaardersdijk. Jaarlijks brengen hier leerlingen van het Arte College uit Almere Poort hier een eerbetoon aan de gesneuvelde bemanning. Het wordt als oorlogsmonument erkend door het Nationaal Comité 4 en 5 mei. Na afbraak van de oude windmolens is het  monument verplaatst naar een van de nieuwe windmolens.

## Jaap Rodenburg II
In de plaats van de oude turbines kwamen grotere turbines met een ashoogte van circa 90 meter en een maximale tiphoogte van 150 meter. De capaciteit werd meer dan verdubbeld tot meer dan 38 megawatt, wat voldoende is om zo’n 30.000 huishoudens van stroom te voorzien. Het nieuwe eindpark was een gezamenlijk project van Vattenfall en Almeerse Wind. In januari 2020 is het bouwcontract getekend en na voorbereidende werkzaamheden vond in juli 2021 de installatie van de turbines plaats. Op 6 mei 2021 werd bekend gemaakt dat ASR Real Estate 8 van de 10 windmolens overnam van Vattenfall. De overige twee zullen worden overgedragen aan de lokale energiecoöperatie Almeerse Wind.